# Jean-Pierre Rensburg
Jean-Pierre Rensburg (Sint-Gillis, 24 september 1929) was een Belgisch hockeyer.

## Levensloop
Rensburg was actief bij La Rasante.
Daarnaast maakte hij deel uit van het Belgisch hockeyteam. Met de nationale ploeg nam hij onder meer deel aan de Olympische Zomerspelen van 1956.